# 赤津豐
赤津豐（日语：／）是於2000年出道的日本漫畫家和插畫家，主要連載機戰類漫畫。 

## 生平
關於赤津豐的早年事蹟不多。赤津豐於2000年出道，最為人熟知的作品是2004年與大島千歲合作出版的《機動新世紀GUNDAM X UNDER THE MOONLIGHT》，負責作畫和機體設計部分，原定計劃推出6話，卻意外大受歡迎而追加至22話。此後，赤津便開始參與機體設計，並連載了《code fractal》和《VOLTA》兩部同樣以機戰為主題的短篇漫畫，然而反響一般。近年赤津開始參與DJ工作，於網台主持節目，同時亦繼續設計不同構想機體並分享到Instagram和Pixiv等網上平台。

## 作品列表
- 機動新世紀GUNDAM X UNDER THE MOONLIGHT（於《GUNDAM ACE》連載）
- code fractal（於《Toy Press》雜誌連載）
- VOLTA（於《Re:COMIX》連載）[5]

## 外部連結
- 赤津豐Askblog （页面存档备份，存于）（日語）
- 赤津豐Twitter帳號 （页面存档备份，存于）（日語）
- 赤津豐Instagram帳號（日語）